# Desert Punk
Desert Punk (яп. 砂ぼうず) — постапокаліптічна комедійна манґа, створена Усуне Масатосі. Опубліковані глави зібрані у 22 томи.
Манґа адаптована в 24-серійне аніме, створене студією Gonzo та зрежисоване Такаюкі Інаґакі з дизайном персонажів від Такахіро Есімацу. Композитором виступив Кохей Танака.

## Сюжет
У невизначеному майбутньому відбулася війна, яка знищила цивілізацію. Люди, які вижили, змушені вести боротьбу за виживання.
Для боротьби з бандитами особливі найманці патрулюють велику пустелю Канто. Найбільш умілий з них Канта Мідзуно отримав прізвисько Пустельний панк за свою пристрасть до грошей та красивих жінок.